# Форт Детройт

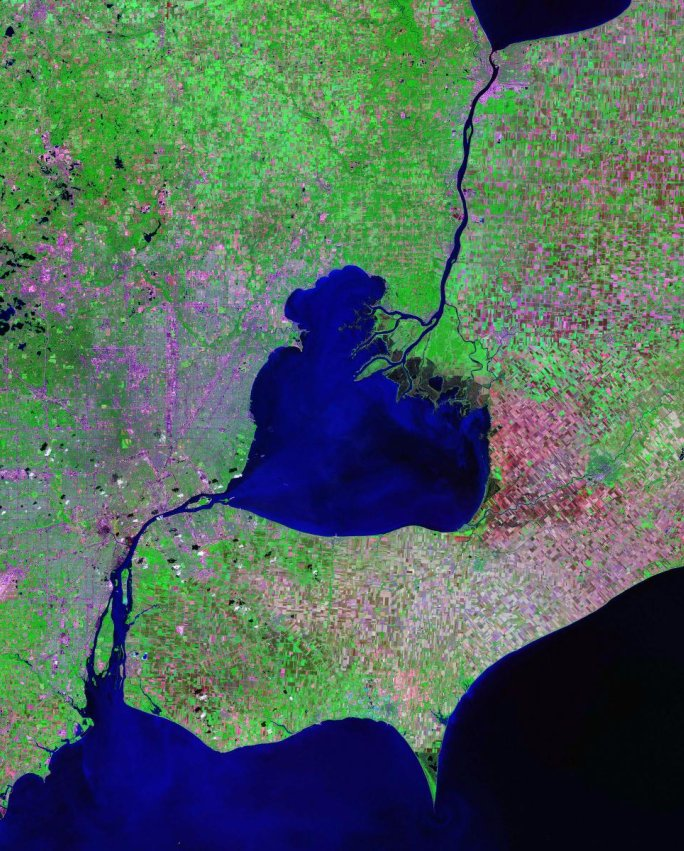
Озеро Сен-Клер (в центре) и река Детройт (снизу), соединяющая его с озером Эри (к югу), фотография со спутника

Форт Детро́йт (фр. Pontchartrain du Détroit) был основан французским офицером Антуаном Ломе де Ла Мот-Кадильяком в 1701 году под названием Детруа. Ныне на его месте расположен город Детройт.

## Основание и ранняя история
Форт был построен французами на реке Детройт с тем, чтобы сдерживать английскую колонизацию Северной Америки к западу от Новой Англии и монополизировать торговлю пушниной с местными индейцами. Первой постройкой нового французского поселения стала католическая церковь Св. Анны, которая сгорела вместе с частью форта во время пожара 1703 года и была впоследствии несколько раз перестроена. Укрепления состояли из бревенчатого частокола, возвышающегося на 12 футов (около 3,5 м) с вышками для часовых на каждом углу.

## Военные конфликты
Первый серьёзный конфликт новый форт пережил в марте 1706 года, когда Кадильяк отсутствовал. Во время стычки между индейскими племенами оттава напали на миами и убили несколько человек. Остальные укрылись в форте под защитой французов. Во время штурма форта около 30 индейцев оттава было уничтожено, а когда атака была отбита, миами сделали вылазку и сожгли деревню своих противников. Французы потеряли убитыми своего священника и сержанта, оказавшихся во время этих событий за пределами форта.
Вернувшийся Кадильяк отчитал за это происшествие временно командовавшего гарнизоном французского авантюриста де Бурмона, позже получившего известность благодаря своим исследованиям Северной Америки. В результате де Бурмон и его сторонники покинули форт и дезертировали. Позже один из дезертиров был пойман и заявлял, что группа Бурмона занялась нелегальной торговлей с индейцами и убила одного из своих членов, который был съеден остальными. Сам Бурмон жил среди индейцев до 1720 года, женился и вместе с сыном, индейцем-полукровкой, исследовал Северную Америку, позже вновь вернувшись на французскую службу. В 1718 году за свои географические исследования он был награждён орденом Св. Людовика.
Когда в 1712 году Кадильяк отбыл в Луизиану, куда был назначен французским губернатором, индейцы вновь осадили форт Детруа. Французы вызвали на помощь племена оттава и гуронов, после чего нападавшие были полностью разгромлены.

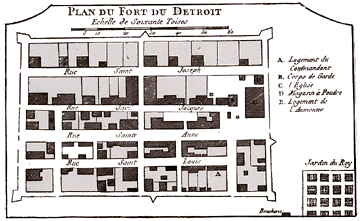
План форта Детройт в 1763 г.

Во время последней франко-индейской войны, завершившейся английским завоеванием французских колониальных владений, форт Детруа оставался вдалеке от основных театров боевых действий. В 1760 году, через два месяца после капитуляции Монреаля, он был без боя сдан подразделению рейнджеров Роджерса. Под англичанами форт стал называться Детройтом.
Англичане обложили местное белое население повышенными налогами, конфисковали у «недружественных» поселенцев оружие и отказались торговать с ними и местными индейцами военным и охотничьим снаряжением. Поскольку индейцы полностью зависели от белых в поставках европейских товаров, в том числе огнестрельного оружия и амуниции, среди них начались волнения, вскоре приведшие к восстанию под предводительством одного из вождей племени оттава Понтиака. В мае 1763 года форт Детройт был вновь осажден восставшими индейцами. Британский гарнизон состоял в это время из 130 солдат с тремя пушками и тремя мортирами, а на реке Детройт стояла шхуна «Гурон» с ещё шестью пушками на борту. Через два месяца на выручку форту подошли подкрепления британской армии, но бои, тем не менее, продолжались до осени.
Во время войны за независимость форт Детройт оставался далеко к западу от мест основных событий. Его роль сводилась к вооружению индейцев, совершавших рейды против колонистов на юго-востоке. Лидеры революционеров, особенно предводитель колониальной милиции Кентукки Джордж Кларк, позже получивший прозвище «завоевателя Северо-Запада», строили планы захвата этого стратегически важного форта, но не могли собрать для этого достаточных сил. Тем не менее Кларку удалось взять в плен одного из старших офицеров форта Генри Гамильтона, который в то время исполнял обязанности вице-губернатора округа. В его отсутствие к югу от форта была возведена новая система укреплений.
В 1796 году, через 13 лет после Версальского мирного договора 1783 года, по новому Лондонскому договору между США и Великобританией форт Детройт вместе со всем округом был передан США. В 1805 году старый форт сгорел при пожаре, а последние его уцелевшие укрепления были демонтированы в 1820-х годах.